# Stanislav Lobotka
Stanislav Lobotka (Trenčín, 25 november 1994) is een Slowaaks voetballer die doorgaans als middenvelder speelt. Hij tekende in januari 2020 bij Napoli, dat hem overnam van Celta de Vigo. Lobotka debuteerde in 2016 in het Slowaaks voetbalelftal.

## Clubcarrière

### AS Trenčín
Stanislav Lobotka begon met voetballen bij amateurclub TJ Veľká Hradná, later verruilde hij deze club voor AAC Sparta Trenčín. Hij werd vervolgens gescout door de Slowaakse club AS Trenčín, hier doorliep hij de jeugdopleiding. Op 4 maart 2012]maakte Lobotka in de 1. slovenská futbalová liga zijn debuut voor AS Trenčín, tegen FK Dukla Banská Bystrica.

### Verhuur aan AFC Ajax
Op 30 juni 2013 werd bekend dat de Nederlandse club AFC Ajax Lobotka voor een jaar huur van AS Trenčín, met een optie om de speler na dat seizoen over te kopen.
Lobotka maakte gedurende het seizoen 2013/14 deel uit van de selectie van Jong Ajax dat was toegetreden tot de Eerste divisie. Op 9 augustus 2013 speelde Lobotka zijn eerste wedstrijd voor Jong Ajax. Uit bij FC Oss verving hij in de tweede helft Kenny Tete. Op 3 september 2013 maakte Lobotka in speelronde 6 zijn eerste doelpunt voor Jong Ajax, uit tegen Jong PSV (4-2 winst).
Op 28 oktober 2013, een dag voor een KNVB beker-wedstrijd thuis tegen ASWH, maakte Frank de Boer bekend dat Lobotka behoorde tot de achttienkoppige wedstrijd selectie. Dit was voor Lobotka de eerste keer dat hij werd opgenomen in een wedstrijdselectie van de hoofdmacht van Ajax.

### Terugkeer bij AS Trenčín
Ajax maakte echter geen gebruik van de optie om Lobotka na zijn huur-periode definitief over te nemen. Hierdoor keerde Lobotka terug bij AS Trenčín. Lobotka speelde op 12 juli 2014 voor het eerst mee met Trenčín in de competitie thuiswedstrijd tegen DAC 1904 Dunajská Streda die met 2-1 werd gewonnen sinds zijn verhuurperiode aan Ajax. Lobotka maakte op 17 juli 2014 zijn Europese debuut voor Trenčín in de UEFA Europa League thuiswedstrijd tegen FK Vojvodina die met 4-0 werd gewonnen.

### FC Nordsjælland
Lobotka tekende in augustus 2015 een contract tot medio 2019 bij FC Nordsjælland. Zijn debuut voor Nordsjælland maakte hij in de competitiewedstrijd tegen Brøndby IF op 30 augustus 2015. Brøndby won de wedstrijd met 2-0.

## Clubstatistieken
Beloften
| Seizoen | Club        |                    | Competitie     | Competitie | Competitie |
| Seizoen | Club        | Wed.               | Competitie     | Dlp.       |            |
| ------- | ----------- | ------------------ | -------------- | ---------- | ---------- |
| 2013/14 | → Jong Ajax | Vlag van Nederland | Eerste divisie | 30         | 3          |
| Totaal  | Totaal      | Totaal             | Totaal         | 30         | 3          |

Senioren
| Seizoen         | Club            |                     | Competitie       | Competitie | Competitie | Beker | Beker | Internationaal | Internationaal | Overig | Overig | Totaal | Totaal |
| Seizoen         | Club            | Wed.                | Competitie       | Dlp.       | Wed.       | Dlp.  | Wed.  | Dlp.           | Wed.           | Dlp.   | Wed.   | Dlp.   |        |
| --------------- | --------------- | ------------------- | ---------------- | ---------- | ---------- | ----- | ----- | -------------- | -------------- | ------ | ------ | ------ | ------ |
| 2010/11         | AS Trenčín      | Vlag van Slowakije  | Fortuna Liga     | 2          | 0          | 0     | 0     | —              | —              | —      | —      | 2      | 0      |
| 2011/12         | AS Trenčín      | Vlag van Slowakije  | Corgoň Liga      | 5          | 0          | 0     | 0     | —              | —              | —      | —      | 5      | 0      |
| 2012/13         | AS Trenčín      | Vlag van Slowakije  | Corgoň Liga      | 31         | 2          | 0     | 0     | —              | —              | —      | —      | 31     | 2      |
| 2013/14         | → Ajax          | Vlag van Nederland  | Eredivisie       | 0          | 0          | 0     | 0     | 0              | 0              | 0      | 0      | 0      | 0      |
| 2014/15         | AS Trenčín      | Vlag van Slowakije  | Fortuna Liga     | 32         | 1          | 5     | 0     | 4              | 0              | —      | —      | 41     | 1      |
| 2015/16         | AS Trenčín      | Vlag van Slowakije  | Fortuna Liga     | 6          | 0          | 0     | 0     | 2              | 0              | 0      | 0      | 8      | 0      |
| 2015/16         | FC Nordsjælland | Vlag van Denemarken | Superligaen      | 26         | 0          | 0     | 0     | —              | —              | —      | —      | 26     | 0      |
| 2016/17         | FC Nordsjælland | Vlag van Denemarken | Superligaen      | 35         | 0          | 1     | 0     | —              | —              | —      | —      | 36     | 0      |
| 2017/18         | Celta de Vigo   | Vlag van Spanje     | Primera División | 38         | 0          | 3     | 0     | —              | —              | —      | —      | 41     | 0      |
| 2018/19         | Celta de Vigo   | Vlag van Spanje     | Primera División | 31         | 0          | 1     | 0     | —              | —              | —      | —      | 32     | 0      |
| 2019/20         | Celta de Vigo   | Vlag van Spanje     | Primera División | 17         | 0          | 0     | 0     | —              | —              | —      | —      | 17     | 0      |
| 2019/20         | Napoli          | Vlag van Italië     | Serie A          | 14         | 0          | 1     | 0     | 1              | 0              | —      | —      | 16     | 0      |
| 2020/21         | Napoli          | Vlag van Italië     | Serie A          | 15         | 0          | 3     | 0     | 5              | 0              | —      | —      | 23     | 0      |
| 2021/22         | Napoli          | Vlag van Italië     | Serie A          | 23         | 1          | 1     | 0     | 2              | 0              | —      | —      | 26     | 1      |
| 2022/23         | Napoli          | Vlag van Italië     | Serie A          | 8          | 1          | 0     | 0     | 3              | 0              | —      | —      | 11     | 1      |
| Carrière totaal | Carrière totaal | Carrière totaal     | Carrière totaal  | 282        | 5          | 15    | 0     | 17             | 0              | 0      | 0      | 315    | 5      |

Bijgewerkt tot en met 5 oktober 2022.

## Interlandcarrière
Lobotka debuteerde op 15 november 2016 in het Slowaaks voetbalelftal, in een oefeninterland in en tegen Oostenrijk. Hij viel die dag in de 46e minuut in voor Jakub Holúbek.  Lobotka werd op 7 juni 2024 door bondscoach Francesco Calzona opgenomen in de Slowaakse selectie voor het EK 2024 in Duitsland. Slowakije eindigde als derde in een groep met Roemenië, België en Oekraïne, waarna het in de achtste finales na een verlenging met 2–1 verloor van Engeland. Lobotka miste op het toernooi geen minuut aan speeltijd en werd door de UEFA benoemd tot Speler van de Wedstrijd tegen België en Roemenië.

## Erelijst
| Competitie                           | Winnaar    | Winnaar    |            |            |
| Competitie                           | Aantal     | Jaren      |            |            |
| AS Trenčín                           | AS Trenčín | AS Trenčín | AS Trenčín | AS Trenčín |
| ------------------------------------ | ---------- | ---------- | ---------- | ---------- |
| Slowaaks landskampioen               | 1×         | 2014/15    |            |            |
| Slowaakse beker                      | 1×         | 2014/15    |            |            |
| Kampioen 1. slovenská futbalová liga | 1×         | 2010/11    |            |            |
| SSC Napoli                           |            |            |            |            |
| Kampioen Serie A                     | 1×         | 2022/23    |            |            |
| Coppa Italia                         | 1×         | 2019/20    |            |            |